# Меншоффен
Меншоффен (фр. Menchhoffen) — коммуна на северо-востоке Франции в регионе Гранд-Эст (бывший Эльзас — Шампань — Арденны — Лотарингия), департамент Нижний Рейн, округ Саверн, кантон Ингвиллер. До марта 2015 года коммуна административно входила в состав кантона Буксвиллер (округ Саверн).
Площадь коммуны — 4,27 км², население — 510 человек (2006) с тенденцией к росту: 576 человек (2013), плотность населения — 134,9 чел/км².

## Население
Население коммуны в 2011 году составляло 575 человек, в 2012 году — 579 человек, а в 2013-м — 576 человек.
| 1962 | 1968 | 1975 | 1982 | 1990 | 1999 | 2006 | 2008 | 2011 | 2012 | 2013 |
| ---- | ---- | ---- | ---- | ---- | ---- | ---- | ---- | ---- | ---- | ---- |
| 429  | 447  | 445  | 460  | 506  | 505  | 510  | 517  | 575  | 579  | 576  |

Динамика населения:

## Экономика
В 2010 году из 395 человек трудоспособного возраста (от 15 до 64 лет) 303 были экономически активными, 92 — неактивными (показатель активности 76,7 %, в 1999 году — 74,7 %). Из 303 активных трудоспособных жителей работали 287 человек (149 мужчин и 138 женщин), 16 числились безработными (6 мужчин и 10 женщин). Среди 92 трудоспособных неактивных граждан 25 были учениками либо студентами, 41 — пенсионерами, а ещё 26 — были неактивны в силу других причин.